# Diploscapter pachys
Diploscapter pachys är en rundmaskart. Diploscapter pachys ingår i släktet Diploscapter och familjen Rhabditidae. Inga underarter finns listade i Catalogue of Life.